# Basketball Bundesliga 2022-23
La Basketball Bundesliga 2022-23, conocida por motivos de patrocinio como easyCredit BBL, fue la edición número 57 de la Basketball Bundesliga, la primera división del baloncesto profesional de Alemania. El campeón fue el Ratiopharm Ulm, que lograba su primer campeonato.

## Equipos

### Ascensos y descensos
Como solo ascendió un equipo, Skyliners Frankfurt recibió una wildcard el 2 de junio de 2022, permaneciendo en la máxima categoría. Ascendió en Rostock Seawolves y descendió el Giessen 46ers.

### Equipos 2022-2023 y localización
| Equipo                   | Ciudad       | Arena                 | Capacidad |
| ------------------------ | ------------ | --------------------- | --------- |
| Alba Berlin              | Berlin       | Mercedes-Benz Arena   | 14,500    |
| Brose Bamberg            | Bamberg      | Brose Arena           | 6,150     |
| Crailsheim Merlins       | Crailsheim   | Arena Hohenlohe       | 3,000     |
| medi Bayreuth            | Bayreuth     | Oberfrankenhalle      | 4,000     |
| Telekom Baskets Bonn     | Bonn         | Telekom Dome          | 6,000     |
| Löwen Braunschweig       | Braunschweig | Volkswagen Halle      | 6,600     |
| Niners Chemnitz          | Chemnitz     | Arena Chemnitz        | 5,200     |
| Fraport Skyliners        | Frankfurt    | Fraport Arena         | 5,002     |
| BG Göttingen             | Göttingen    | Sparkassen Arena      | 3,447     |
| Hamburg Towers           | Hamburg      | Edel-optics.de Arena  | 3,400     |
| MLP Academics Heidelberg | Heidelberg   | SNP Dome              | 5,000     |
| MHP Riesen Ludwigsburg   | Ludwigsburg  | MHP-Arena             | 5,300     |
| Mitteldeutscher BC       | Weißenfels   | Stadthalle Weißenfels | 3,000     |
| Bayern Munich            | Munich       | Audi Dome             | 6,700     |
| EWE Baskets Oldenburg    | Oldenburg    | Große EWE Arena       | 6,069     |
| Rostock Seawolves        | Rostock      | Stadthalle Rostock    | 4,550     |
| ratiopharm Ulm           | Ulm          | Arena Ulm/Neu-Ulm     | 6,000     |
| s.Oliver Würzburg        | Würzburg     | s.Oliver Arena        | 3,140     |

## Temporada regular

### Clasificación
Actualizado:1 de mayo de 2023
| Pos. | Equipo                        | PJ | G  | P  | PF   | PC   | DP   | Pts | Clasificación o descenso |
| ---- | ----------------------------- | -- | -- | -- | ---- | ---- | ---- | --- | ------------------------ |
| 1    | Telekom Baskets Bonn          | 34 | 32 | 2  | 3042 | 2477 | +565 | 64  | Playoffs                 |
| 2    | Alba Berlin                   | 34 | 31 | 3  | 3002 | 2615 | +387 | 62  | Playoffs                 |
| 3    | Bayern Munich                 | 34 | 25 | 9  | 2782 | 2563 | +219 | 50  | Playoffs                 |
| 4    | Baskets Oldenburg             | 34 | 22 | 12 | 2939 | 2825 | +114 | 44  | Playoffs                 |
| 5    | Riesen Ludwigsburg            | 34 | 19 | 15 | 2957 | 2915 | +42  | 38  | Playoffs                 |
| 6    | BG Göttingen                  | 34 | 19 | 15 | 2902 | 2932 | −30  | 38  | Playoffs                 |
| 7    | Ratiopharm Ulm                | 34 | 18 | 16 | 3029 | 2929 | +100 | 36  | Playoffs                 |
| 8    | Niners Chemnitz               | 34 | 16 | 18 | 2843 | 2813 | +30  | 32  | Playoffs                 |
| 9    | Rostock Seawolves             | 34 | 16 | 18 | 2857 | 3021 | −164 | 32  |                          |
| 10   | s.Oliver Würzburg             | 34 | 15 | 19 | 2752 | 2839 | −87  | 30  |                          |
| 11   | Brose Bamberg                 | 34 | 15 | 19 | 2996 | 3021 | −25  | 30  |                          |
| 12   | MLP Academics Heidelberg      | 34 | 15 | 19 | 2976 | 3046 | −70  | 30  |                          |
| 13   | Crailsheim Merlins            | 34 | 12 | 22 | 2879 | 3005 | −126 | 24  |                          |
| 14   | Basketball Löwen Braunschweig | 34 | 12 | 22 | 2725 | 2829 | −104 | 24  |                          |
| 15   | Hamburg Towers                | 34 | 12 | 22 | 2751 | 2924 | −173 | 24  |                          |
| 16   | Mitteldeutscher BC            | 34 | 11 | 23 | 2881 | 3041 | −160 | 22  |                          |
| 17   | Skyliners Frankfurt           | 34 | 10 | 24 | 2726 | 2940 | −214 | 20  | Descenso a ProA          |
| 18   | Medi Bayreuth                 | 34 | 6  | 28 | 2805 | 3109 | −304 | 12  | Descenso a ProA          |

 Fuente: BBL
Criterios de clasificación: 1) puntos; 2) puntos en enfrentamientos directos; 3) diferencia de puntos en enfrentamientos directos; 4) número de puntos anotados en enfrentamientos directos.
Notas:
1. 1 2  Ludwigsburg 170–163 Göttingen
2. 1 2  Chemnitz 165–152 Rostock
3. 1 2 3  Todos los equipos con 2 victorias, clasificación por puntos anotados.
4. 1 2 3  Crailsheim 3 victorias, Bamberg 2 victorias, Hamburg 1 victoria

### Resultados
| Local \ Visitante             | BAM     | BAY     | BER    | BON    | BRA    | CHE    | CRA    | FRA    | GOT    | HAM    | HEI    | LUD    | MBC     | MUN   | OLD    | ROS    | ULM     | WUR    |
| ----------------------------- | ------- | ------- | ------ | ------ | ------ | ------ | ------ | ------ | ------ | ------ | ------ | ------ | ------- | ----- | ------ | ------ | ------- | ------ |
| Brose Bamberg                 | —       | 120–106 | 80–90  | 75–102 | 83–92  | 96–83  | 82–84  | 100–83 | 95–92  | 66–76  | 101–74 | 81–73  | 90–98   | 87–94 | 89–78  | 88–94  | 97–77   | 99–106 |
| Medi Bayreuth                 | 92–86   | —       | 72–83  | 71–94  | 76–77  | 86–102 | 99–77  | 83–82  | 73–95  | 79–95  | 96–102 | 94–108 | 95–84   | 79–80 | 85–75  | 83–92  | 64–80   | 83–99  |
| Alba Berlin                   | 84–67   | 91–83   | —      | 81–76  | 85–78  | 101–91 | 100–77 | 99–74  | 91–78  | 81–78  | 78–70  | 99–91  | 86–60   | 71–76 | 89–81  | 104–79 | 91–79   | 76–47  |
| Telekom Baskets Bonn          | 84–76   | 86–42   | 84–77  | —      | 89–78  | 80–73  | 101–83 | 89–66  | 94–85  | 76–66  | 98–65  | 91–75  | 91–57   | 78–68 | 108–79 | 99–71  | 85–83   | 94–73  |
| Basketball Löwen Braunschweig | 83–85   | 101–89  | 90–95  | 72–79  | —      | 78–71  | 91–101 | 86–71  | 64–78  | 88–78  | 89–82  | 66–80  | 73–89   | 63–74 | 76–84  | 71–87  | 84–67   | 82–89  |
| Niners Chemnitz               | 75–88   | 84–77   | 70–76  | 79–81  | 73–83  | —      | 106–94 | 89–76  | 86–87  | 87–80  | 87–78  | 89–90  | 98–89   | 58–79 | 89–91  | 69–71  | 92–86   | 81–86  |
| Crailsheim Merlins            | 101–92  | 78–73   | 85–91  | 83–99  | 93–88  | 79–82  | —      | 84–83  | 77–81  | 92–84  | 102–93 | 106–87 | 119–102 | 69–78 | 82–95  | 91–103 | 76–68   | 85–86  |
| Skyliners Frankfurt           | 83–100  | 107–113 | 61–79  | 61–88  | 59–61  | 89–84  | 72–88  | —      | 78–75  | 97–93  | 82–94  | 92–80  | 71–65   | 74–83 | 70–77  | 101–83 | 82–97   | 86–77  |
| BG Göttingen                  | 95–79   | 100–89  | 96–95  | 60–95  | 80–79  | 68–81  | 92–79  | 82–88  | —      | 71–98  | 87–81  | 87–80  | 96–93   | 83–75 | 106–97 | 92–95  | 101–108 | 82–74  |
| Hamburg Towers                | 83–88   | 86–74   | 63–83  | 72–101 | 83–92  | 81–104 | 77–66  | 84–70  | 82–91  | —      | 90–86  | 77–83  | 91–74   | 81–78 | 95–96  | 81–91  | 65–80   | 96–73  |
| MLP Academics Heidelberg      | 109–100 | 107–101 | 68–94  | 74–91  | 95–79  | 74–81  | 93–82  | 93–90  | 84–74  | 83–87  | —      | 86–100 | 109–91  | 83–87 | 102–94 | 78–75  | 96–106  | 93–82  |
| Riesen Ludwigsburg            | 92–78   | 102–93  | 77–83  | 84–80  | 93–92  | 86–79  | 82–77  | 96–81  | 90–76  | 103–92 | 111–87 | —      | 104–100 | 96–68 | 71–75  | 95–102 | 87–84   | 81–78  |
| Mitteldeutscher BC            | 95–99   | 96–83   | 77–87  | 74–91  | 63–59  | 72–76  | 79–69  | 77–79  | 82–93  | 123–80 | 92–85  | 69–66  | —       | 69–82 | 74–102 | 102–78 | 87–91   | 98–83  |
| Bayern Munich                 | 73–72   | 81–68   | 79–80  | 73–77  | 97–78  | 88–74  | 88–77  | 95–89  | 105–74 | 70–89  | 78–89  | 89–72  | 87–66   | —     | 81–77  | 108–76 | 87–80   | 83–73  |
| Baskets Oldenburg             | 104–95  | 76–72   | 81–89  | 76–87  | 83–73  | 83–81  | 94–86  | 87–79  | 93–75  | 94–58  | 75–99  | 93–80  | 108–68  | 88–76 | —      | 99–90  | 81–73   | 77–79  |
| Rostock Seawolves             | 86–97   | 99–70   | 70–104 | 62–77  | 110–95 | 81–96  | 86–79  | 77–99  | 94–85  | 82–76  | 84–91  | 92–87  | 79–77   | 65–78 | 73–80  | —      | 85–80   | 72–76  |
| Ratiopharm Ulm                | 107–87  | 88–73   | 83–110 | 92–101 | 95–87  | 92–99  | 91–80  | 94–79  | 84–93  | 112–78 | 92–84  | 93–76  | 128–122 | 59–77 | 97–84  | 116–86 | —       | 84–91  |
| s.Oliver Würzburg             | 73–79   | 96–89   | 76–79  | 71–96  | 73–77  | 77–74  | 87–78  | 88–72  | 74–92  | 90–56  | 90–71  | 86–89  | 113–117 | 49–67 | 78–82  | 97–87  | 62–28   | —      |

## Playoffs
|  | Cuartos de final | Cuartos de final     | Cuartos de final |                    |   | Semifinales          | Semifinales | Semifinales |  |   | Final                | Final | Final |  |
|  |                  |                      |                  |                    |   |                      |             |             |  |   |                      |       |       |  |
|  |                  |                      |                  |                    |   |                      |             |             |  |   |                      |       |       |  |
|  | 1                | Telekom Baskets Bonn | 3                |                    |   |                      |             |             |  |   |                      |       |       |  |
|  | 1                | Telekom Baskets Bonn | 3                |                    |   |                      |             |             |  |   |                      |       |       |  |
|  | 8                | Niners Chemnitz      | 0                |                    |   |                      |             |             |  |   |                      |       |       |  |
|  | 8                | Niners Chemnitz      | 0                |                    | 1 | Telekom Baskets Bonn | 3           |             |  |   |                      |       |       |  |
|  |                  |                      |                  |                    | 1 | Telekom Baskets Bonn | 3           |             |  |   |                      |       |       |  |
|  |                  |                      | 5                | Riesen Ludwigsburg | 0 |                      |             |             |  |   |                      |       |       |  |
|  | 4                | Baskets Oldenburg    | 5                | Riesen Ludwigsburg | 0 | 0                    |             |             |  |   |                      |       |       |  |
|  | 4                | Baskets Oldenburg    |                  |                    |   |                      |             |             |  |   |                      |       |       |  |
|  | 5                | Riesen Ludwigsburg   | 3                |                    |   |                      |             |             |  |   |                      |       |       |  |
|  | 5                | Riesen Ludwigsburg   | 3                |                    |   |                      |             |             |  | 1 | Telekom Baskets Bonn | 1     |       |  |
|  |                  |                      |                  |                    |   |                      |             |             |  | 1 | Telekom Baskets Bonn | 1     |       |  |
|  |                  |                      | 7                | Ratiopharm Ulm     | 3 |                      |             |             |  |   |                      |       |       |  |
|  | 2                | Alba Berlin          | 7                | Ratiopharm Ulm     | 3 | 1                    |             |             |  |   |                      |       |       |  |
|  | 2                | Alba Berlin          |                  |                    |   |                      |             |             |  |   |                      |       |       |  |
|  | 7                | Ratiopharm Ulm       | 3                |                    |   |                      |             |             |  |   |                      |       |       |  |
|  | 7                | Ratiopharm Ulm       | 3                |                    | 3 | Bayern Munich        | 0           |             |  |   |                      |       |       |  |
|  |                  |                      |                  |                    | 3 | Bayern Munich        | 0           |             |  |   |                      |       |       |  |
|  |                  |                      | 7                | Ratiopharm Ulm     | 3 |                      |             |             |  |   |                      |       |       |  |
|  | 3                | Bayern Munich        | 7                | Ratiopharm Ulm     | 3 | 3                    |             |             |  |   |                      |       |       |  |
|  | 3                | Bayern Munich        |                  |                    |   |                      |             |             |  |   |                      |       |       |  |
|  | 6                | BG Göttingen         | 0                |                    |   |                      |             |             |  |   |                      |       |       |  |
|  | 6                | BG Göttingen         | 0                |                    |   |                      |             |             |  |   |                      |       |       |  |
|  |                  |                      |                  |                    |   |                      |             |             |  |   |                      |       |       |  |

### Cuartos de final

#### Telekom Baskets Bonn vs Niners Chemnitz
| 17 de mayo de 2023          | Telekom Baskets Bonn                                              | 94–63                                 | Niners Chemnitz                                                       | |  |  |
| 19:00                       | Parciales: 22–11, 16–22, 39–15, 17–15                             | Parciales: 22–11, 16–22, 39–15, 17–15 | Parciales: 22–11, 16–22, 39–15, 17–15                                 | |  |  |
|                             | Estadísticas Sebastian Herrera 24 Collin Malcolm 6 T. J. Shorts 7 | Reporte Pts Reb Asts                  | Estadísticas Jonas Richter 14 Richter, Weidemann 6 Nelson Weidemann 6 | Pabellón: Telekom Dome, Bonn Asistencia: 6,000 espectadores Árbitros: Anne Panther, Benjamin Barth, Armin Mutapcic |  |  |
| Bonn lidera las series, 1–0 |                                                                   |                                       |                                                                       | |  |  |
|                             |                                                                   |                                       |                                                                       | |  |  |

| 19 de mayo de 2023          | Telekom Baskets Bonn                                             | 95–78                                 | Niners Chemnitz                                                          | |  |  |
| 20:30                       | Parciales: 24–20, 25–20, 22–15, 24–23                            | Parciales: 24–20, 25–20, 22–15, 24–23 | Parciales: 24–20, 25–20, 22–15, 24–23                                    | |  |  |
|                             | Estadísticas Javontae Hawkins 24 Collin Malcolm 5 T. J. Shorts 9 | Reporte Pts Reb Asts                  | Estadísticas Nelson Weidemann 17 Uguak, Weidemann 4 Velička, Weidemann 5 | Pabellón: Telekom Dome, Bonn Asistencia: 6,000 espectadores Árbitros: Moritz Reiter, Carsten Straube, Johannes Hack |  |  |
| Bonn lidera las series, 2–0 |                                                                  |                                       |                                                                          | |  |  |
|                             |                                                                  |                                       |                                                                          | |  |  |

| 22 de mayo de 2023        | Niners Chemnitz                                                      | 83–89                                 | Telekom Baskets Bonn                                            |                                                                                         |  |  |
| 20:30                     | Parciales: 25–26, 17–28, 23–19, 18–16                                | Parciales: 25–26, 17–28, 23–19, 18–16 | Parciales: 25–26, 17–28, 23–19, 18–16                           |                                                                                         |  |  |
|                           | Estadísticas Nelson Weidemann 19 Jonas Richter 9 Nelson Weidemann 11 | Reporte Pts Reb Asts                  | Estadísticas T. J. Shorts 20 Collin Malcolm 9 Malcolm, Shorts 4 | Pabellón: Chemnitz Arena, Chemnitz Árbitros: Martin Matip, Clemens Fritz, Oliver Krause |  |  |
| Bonn gana las series, 3–0 |                                                                      |                                       |                                                                 |                                                                                         |  |  |
|                           |                                                                      |                                       |                                                                 |                                                                                         |  |  |

#### Alba Berlin vs Ratiopharm Ulm
| 14 de mayo de 2023        | Alba Berlin                                                   | 64–88                                 | Ratiopharm Ulm                                                | |  |  |
| 15:00                     | Parciales: 17–19, 27–23, 10–16, 10–30                         | Parciales: 17–19, 27–23, 10–16, 10–30 | Parciales: 17–19, 27–23, 10–16, 10–30                         | |  |  |
|                           | Estadísticas Johannes Thiemann 11 tres jugadores 5 Maodo Lô 4 | Pts Reb Asts                          | Estadísticas Yago dos Santos 24 tres jugadores 5 Juan Núñez 8 | Pabellón: Mercedes-Benz Arena, Berlín Asistencia: 9,134 espectadores Árbitros: Robert Lottermoser, Zulfikar Oruzgani, Oliver Krause |  |  |
| Ulm lidera las series 1–0 |                                                               |                                       |                                                               | |  |  |
|                           |                                                               |                                       |                                                               | |  |  |

| 17 de mayo de 2023    | Ratiopharm Ulm                                                 | 77–91                                 | Alba Berlin                                             | |  |  |
| 19:00                 | Parciales: 20–21, 27–18, 14–29, 16–23                          | Parciales: 20–21, 27–18, 14–29, 16–23 | Parciales: 20–21, 27–18, 14–29, 16–23                   | |  |  |
|                       | Estadísticas Brandon Paul 20 Bruno Caboclo 4 Yago dos Santos 9 | Reporte Pts Reb Asts                  | Estadísticas Jaleen Smith 18 Louis Olinde 7 Delow, Lô 4 | Pabellón: Arena Ulm/Neu-Ulm, Ulm Asistencia: 6,000 espectadores Árbitros: Christof Madinger, Clemens Fritz, Johannes Hack |  |  |
| Series empatadas, 1–1 |                                                                |                                       |                                                         | |  |  |
|                       |                                                                |                                       |                                                         | |  |  |

| 19 de mayo de 2023         | Alba Berlin                                               | 81–93                                 | Ratiopharm Ulm                                             | |  |  |
| 19:00                      | Parciales: 27–20, 19–33, 23–22, 12–18                     | Parciales: 27–20, 19–33, 23–22, 12–18 | Parciales: 27–20, 19–33, 23–22, 12–18                      | |  |  |
|                            | Estadísticas Jaleen Smith 17 Jaleen Smith 7 Tamir Blatt 5 | Reporte Pts Reb Asts                  | Estadísticas Bruno Caboclo 22 Bruno Caboclo 6 Juan Núñez 8 | Pabellón: Mercedes-Benz Arena, Berlín Asistencia: 10,843 espectadores Árbitros: Gentian Cici, Steve Bittner, Armin Mutapcic |  |  |
| Ulm lidera las series, 2–1 |                                                           |                                       |                                                            | |  |  |
|                            |                                                           |                                       |                                                            | |  |  |

| 24 de mayo de 2023   | Ratiopharm Ulm                                            | 83–81                                 | Alba Berlin                                                     | |  |  |
| 20:30                | Parciales: 26–22, 24–29, 18–16, 15–14                     | Parciales: 26–22, 24–29, 18–16, 15–14 | Parciales: 26–22, 24–29, 18–16, 15–14                           | |  |  |
|                      | Estadísticas Yago dos Santos 16 Juan Núñez 6 Juan Núñez 6 | Boxscore Pts Reb Asts                 | Estadísticas Jaleen Smith 18 Johannes Thiemann 8 Blatt, Smith 4 | Pabellón: Arena Ulm/Neu-Ulm, Ulm Asistencia: 6,000 espectadores Árbitros: Anne Panther, Moritz Reiter, Benjamin Barth |  |  |
| Ulm wins series, 3–1 |                                                           |                                       |                                                                 | |  |  |
|                      |                                                           |                                       |                                                                 | |  |  |

#### Bayern Munich vs BG Göttingen
| 16 de mayo de 2023                   | Bayern Munich                                                    | 87–67                                 | BG Göttingen                                                | |  |  |
| 20:30                                | Parciales: 21–14, 23–22, 22–14, 21–17                            | Parciales: 21–14, 23–22, 22–14, 21–17 | Parciales: 21–14, 23–22, 22–14, 21–17                       | |  |  |
|                                      | Estadísticas Nick Weiler-Babb 15 Zylan Cheatham 9 Andreas Obst 5 | Reporte Pts Reb Asts                  | Estadísticas Mark Smith 16 tres jugadores 5 Geno Crandall 6 | Pabellón: Audi Dome, Munich Asistencia: 6,059 espectadores Árbitros: Moritz Reiter, Carsten Straube, Steve Bittner |  |  |
| Bayern Munich lidera las series, 1–0 |                                                                  |                                       |                                                             | |  |  |
|                                      |                                                                  |                                       |                                                             | |  |  |

| 18 de mayo de 2023                   | Bayern Munich                                                              | 87–85                                 | BG Göttingen                                           | |  |  |
| 18:00                                | Parciales: 24–23, 31–20, 14–23, 18–19                                      | Parciales: 24–23, 31–20, 14–23, 18–19 | Parciales: 24–23, 31–20, 14–23, 18–19                  | |  |  |
|                                      | Estadísticas Cassius Winston 13 Freddie Gillespie 6 Weiler-Babb, Winston 4 | Reporte Pts Reb Asts                  | Estadísticas Geno Crandall 28 Till Pape 5 Javon Bess 5 | Pabellón: Audi Dome, Munich Asistencia: 6,500 espectadores Árbitros: Robert Lottermoser, Nesa Kovacevic, Moritz Krüper |  |  |
| Bayern Munich lidera las series, 2–0 |                                                                            |                                       |                                                        | |  |  |
|                                      |                                                                            |                                       |                                                        | |  |  |

| 21 de mayo de 2023                 | BG Göttingen                                                   | 54–65                                | Bayern Munich                                                   | |  |  |
| 15:00                              | Parciales: 14–17, 23–19, 7–17, 10–12                           | Parciales: 14–17, 23–19, 7–17, 10–12 | Parciales: 14–17, 23–19, 7–17, 10–12                            | |  |  |
|                                    | Estadísticas Till Pape 17 Rayshaun Hammonds 10 Geno Crandall 7 | Reporte Pts Reb Asts                 | Estadísticas Cassius Winston 16 Zylan Cheatham 11 Weiler-Babb 3 | Pabellón: Sparkassen Arena, Göttingen Asistencia: 3,447 espectadores Árbitros: Gentian Cici, Zulfikar Oruzgani, Benjamin Barth |  |  |
| Bayern Munich gana las series, 3–0 |                                                                |                                      |                                                                 | |  |  |
|                                    |                                                                |                                      |                                                                 | |  |  |

#### Baskets Oldenburg vs Riesen Ludwigsburg
| 16 de mayo de 2023                 | Baskets Oldenburg                                                 | 80–90                                 | Riesen Ludwigsburg                                                           | |  |  |
| 19:00                              | Parciales: 25–30, 20–26, 23–15, 12–19                             | Parciales: 25–30, 20–26, 23–15, 12–19 | Parciales: 25–30, 20–26, 23–15, 12–19                                        | |  |  |
|                                    | Estadísticas DeWayne Russell 31 Trey Drechsel 9 DeWayne Russell 5 | Reporte Pts Reb Asts                  | Estadísticas Yorman Polas Bartolo 24 Bähre, Polas Bartolo 6 Prentiss Hubb 10 | Pabellón: Große EWE Arena, Oldenburg Asistencia: 6,200 espectadores Árbitros: Martin Matip, Nesa Kovacevic, Moritz Krüper |  |  |
| Ludwigsburg lidera las series, 1–0 |                                                                   |                                       |                                                                              | |  |  |
|                                    |                                                                   |                                       |                                                                              | |  |  |

| 18 de mayo de 2023                 | Baskets Oldenburg                                                  | 72–73                                 | Riesen Ludwigsburg                                                                | |  |  |
| 15:00                              | Parciales: 14–18, 17–17, 24–24, 17–14                              | Parciales: 14–18, 17–17, 24–24, 17–14 | Parciales: 14–18, 17–17, 24–24, 17–14                                             | |  |  |
|                                    | Estadísticas T. J. Holyfield 15 Trey Drechsel 7 Gravett, Russell 4 | Reporte Pts Reb Asts                  | Estadísticas Polas Bartolo, Waardenburg 13 Yorman Polas Bartolo 10 Cherry, Hubb 4 | Pabellón: Große EWE Arena, Oldenburg Asistencia: 6,200 espectadores Árbitros: Gentian Cici, Carsten Straube, Zulfikar Oruzgani |  |  |
| Ludwigsburg lidera las series, 2–0 |                                                                    |                                       |                                                                                   | |  |  |
|                                    |                                                                    |                                       |                                                                                   | |  |  |

| 21 de mayo de 2023               | Riesen Ludwigsburg                                            | 86–62                                 | Baskets Oldenburg                                                  | |  |  |
| 18:00                            | Parciales: 25–23, 15–14, 26–18, 20–17                         | Parciales: 25–23, 15–14, 26–18, 20–17 | Parciales: 25–23, 15–14, 26–18, 20–17                              | |  |  |
|                                  | Estadísticas Cherry, Miller 17 Shonn Miller 6 Prentiss Hubb 7 | Reporte Pts Reb Asts                  | Estadísticas DeWayne Russell 27 tres jugadores 6 DeWayne Russell 5 | Pabellón: Arena Ludwigsburg, Ludwigsburg Asistencia: 4,000 espectadores Árbitros: Moritz Reiter, Christof Madinger, Armin Mutapcic |  |  |
| Ludwigsburg gana las series, 3–0 |                                                               |                                       |                                                                    | |  |  |
|                                  |                                                               |                                       |                                                                    | |  |  |

### Telekom Baskets Bonn vs Riesen Ludwigsburg
| 29 de mayo de 2023          | Telekom Baskets Bonn                                          | 80–71                                | Riesen Ludwigsburg                                                | |  |  |
| 19:00                       | Parciales: 16–23, 26–8, 14–22, 24–18                          | Parciales: 16–23, 26–8, 14–22, 24–18 | Parciales: 16–23, 26–8, 14–22, 24–18                              | |  |  |
|                             | Estadísticas T. J. Shorts 22 Collin Malcolm 10 T. J. Shorts 7 | Reporte Pts Reb Asts                 | Estadísticas Yorman Polas Bartolo 12 Hubb, Miller 7 Will Cherry 7 | Pabellón: Telekom Dome, Bonn Asistencia: 6,000 espectadores Árbitros: Martin Matip, Christof Madinger, Moritz Krüper |  |  |
| Bonn lidera las series, 1–0 |                                                               |                                      |                                                                   | |  |  |
|                             |                                                               |                                      |                                                                   | |  |  |

| 31 de mayo de 2023          | Telekom Baskets Bonn                                        | 94–65                                 | Riesen Ludwigsburg                                             | |  |  |
| 20:30                       | Parciales: 27–21, 17–15, 24–13, 26–16                       | Parciales: 27–21, 17–15, 24–13, 26–16 | Parciales: 27–21, 17–15, 24–13, 26–16                          | |  |  |
|                             | Estadísticas Jeremy Morgan 23 Leon Kratzer 9 T. J. Shorts 6 | Reporte Pts Reb Asts                  | Estadísticas Shonn Miller 11 Sam Waardenburg 8 Cherry, Kuhse 3 | Pabellón: Telekom Dome, Bonn Asistencia: 6,000 espectadores Árbitros: Anne Panther, Carsten Straube, Armin Mutapcic |  |  |
| Bonn lidera las series, 2–0 |                                                             |                                       |                                                                | |  |  |
|                             |                                                             |                                       |                                                                | |  |  |

| 3 de junio de 2023        | Riesen Ludwigsburg                                           | 73–82                                 | Telekom Baskets Bonn                                  | |  |  |
| 20:30                     | Parciales: 17–18, 18–18, 16–21, 22–25                        | Parciales: 17–18, 18–18, 16–21, 22–25 | Parciales: 17–18, 18–18, 16–21, 22–25                 | |  |  |
|                           | Estadísticas Prentiss Hubb 18 Shonn Miller 8 Prentiss Hubb 3 | Reporte Pts Reb Asts                  | Estadísticas T. J. Shorts 20 Kratzer, Ward 9 Delany 5 | Pabellón: Arena Ludwigsburg, Ludwigsburg Asistencia: 4,000 espectadores Árbitros: Gentian Cici, Moritz Reiter, Benjamin Barth |  |  |
| Bonn gana las series, 3–0 |                                                              |                                       |                                                       | |  |  |
|                           |                                                              |                                       |                                                       | |  |  |

### Bayern Munich vs Ratiopharm Ulm
| 28 de mayo de 2023         | Bayern Munich                                                      | 69–87                                 | Ratiopharm Ulm                                                | |  |  |
| 18:00                      | Parciales: 20–18, 21–24, 17–23, 11–22                              | Parciales: 20–18, 21–24, 17–23, 11–22 | Parciales: 20–18, 21–24, 17–23, 11–22                         | |  |  |
|                            | Estadísticas Cassius Winston 13 Zylan Cheatham 6 Cassius Winston 7 | Boxscore Reporte] Pts Reb Asts        | Estadísticas Juan Núñez 19 Bruno Caboclo 12 Yago dos Santos 5 | Pabellón: Audi Dome, Munich Asistencia: 6,117 espectadores Árbitros: Moritz Reiter, Benjamin Barth, Oliver Krause |  |  |
| Ulm lidera las series, 1–0 |                                                                    |                                       |                                                               | |  |  |
|                            |                                                                    |                                       |                                                               | |  |  |

| 30 de mayo de 2023         | Bayern Munich                                                  | 88–93                                 | Ratiopharm Ulm                                                         | |  |  |
| 20:30                      | Parciales: 20–27, 19–17, 17–27, 32–22                          | Parciales: 20–27, 19–17, 17–27, 32–22 | Parciales: 20–27, 19–17, 17–27, 32–22                                  | |  |  |
|                            | Estadísticas Andreas Obst 34 Nick Weiler-Babb 7 D. J. Seeley 3 | Reporte Pts Reb Asts                  | Estadísticas Yago dos Santos 21 Bruno Caboclo 7 dos Santos, Klepeisz 5 | Pabellón: Audi Dome, Munich Asistencia: 6,500 espectadores Árbitros: Gentian Cici, Clemens Fritz, Steve Bittner |  |  |
| Ulm lidera las series, 2–0 |                                                                |                                       |                                                                        | |  |  |
|                            |                                                                |                                       |                                                                        | |  |  |

| 2 de junio de 2023       | Ratiopharm Ulm                                               | 104–102                                             | Bayern Munich                                                     | |  |  |
| 19:00                    | Parciales: 29–22, 17–21, 28–19, 18–30 (T.E.: 12–10)          | Parciales: 29–22, 17–21, 28–19, 18–30 (T.E.: 12–10) | Parciales: 29–22, 17–21, 28–19, 18–30 (T.E.: 12–10)               | |  |  |
|                          | Estadísticas Bruno Caboclo 22 Juan Núñez 9 Yago dos Santos 7 | Reporte Pts Reb Asts                                | Estadísticas Cassius Winston 22 Nick Weiler-Babb 8 Andreas Obst 5 | Pabellón: Arena Ulm/Neu-Ulm, Ulm Asistencia: 6,000 espectadores Árbitros: Anne Panther, Christof Madinger, Armin Mutapcic |  |  |
| Ulm gana las series, 3–0 |                                                              |                                                     |                                                                   | |  |  |
|                          |                                                              |                                                     |                                                                   | |  |  |

### Final
| 9 de junio de 2023         | Telekom Baskets Bonn                                     | 73–79                                 | Ratiopharm Ulm                                                    | |  |  |
| 20:30                      | Parciales: 20–20, 15–22, 17–13, 21–24                    | Parciales: 20–20, 15–22, 17–13, 21–24 | Parciales: 20–20, 15–22, 17–13, 21–24                             | |  |  |
|                            | Estadísticas T. J. Shorts 20 Tyson Ward 8 T. J. Shorts 7 | Reporte Pts Reb Asts                  | Estadísticas Yago dos Santos 19 Joshua Hawley 9 Yago dos Santos 9 | Pabellón: Telekom Dome, Bonn Asistencia: 6,000 espectadores Árbitros: Gentian Cici, Carsten Straube, Steve Bittner |  |  |
| Ulm lidera las series, 1–0 |                                                          |                                       |                                                                   | |  |  |
|                            |                                                          |                                       |                                                                   | |  |  |

| 11 de junio de 2023   | Telekom Baskets Bonn                                    | 104–75                                | Ratiopharm Ulm                                                    | |  |  |
| 18:00                 | Parciales: 26–16, 19–13, 30–15, 29–31                   | Parciales: 26–16, 19–13, 30–15, 29–31 | Parciales: 26–16, 19–13, 30–15, 29–31                             | |  |  |
|                       | Estadísticas Finn Delany 23 Tyson Ward 8 T. J. Shorts 9 | Reporte Pts Reb Asts                  | Estadísticas Karim Jallow 17 cinco jugadores 3 c/u Brandon Paul 7 | Pabellón: Telekom Dome, Bonn Asistencia: 6,000 espectadores Árbitros: Anne Panther, Martin Matip, Oliver Krause |  |  |
| Series empatadas, 1–1 |                                                         |                                       |                                                                   | |  |  |
|                       |                                                         |                                       |                                                                   | |  |  |

| 14 de junio de 2023        | Ratiopharm Ulm                                                | 112–84                                | Telekom Baskets Bonn                                      | |  |  |
| 20:30                      | Parciales: 26–18, 27–12, 27–25, 32–29                         | Parciales: 26–18, 27–12, 27–25, 32–29 | Parciales: 26–18, 27–12, 27–25, 32–29                     | |  |  |
|                            | Estadísticas Karim Jallow 24 Josh Hawley 10 Yago dos Santos 8 | Reporte Pts Reb Asts                  | Estadísticas Tyson Ward 24 Tyson Ward 9 Herrera, Shorts 5 | Pabellón: Arena Ulm/Neu-Ulm, Ulm Asistencia: 6,000 espectadores Árbitros: Moritz Reiter, Christof Madinger, Benjamin Barth |  |  |
| Ulm lidera las series, 2–1 |                                                               |                                       |                                                           | |  |  |
|                            |                                                               |                                       |                                                           | |  |  |

| 16 de junio de 2023      | Ratiopharm Ulm                                                  | 74–70                                | Telekom Baskets Bonn                                          | |  |  |
| 20:30                    | Parciales: 21–23, 22–18, 8–18, 23–11                            | Parciales: 21–23, 22–18, 8–18, 23–11 | Parciales: 21–23, 22–18, 8–18, 23–11                          | |  |  |
|                          | Estadísticas Yago dos Santos 25 Josh Hawley 9 Yago dos Santos 8 | Pts Reb Asts                         | Estadísticas T. J. Shorts 19 Kratzer, Shorts 8 T. J. Shorts 6 | Pabellón: Arena Ulm/Neu-Ulm, Ulm Asistencia: 6,000 espectadores Árbitros: Anne Panther, Martin Matip, Gentian Cici |  |  |
| Ulm gana las series, 3–1 |                                                                 |                                      |                                                               | |  |  |
|                          |                                                                 |                                      |                                                               | |  |  |